# Позиція на колінах

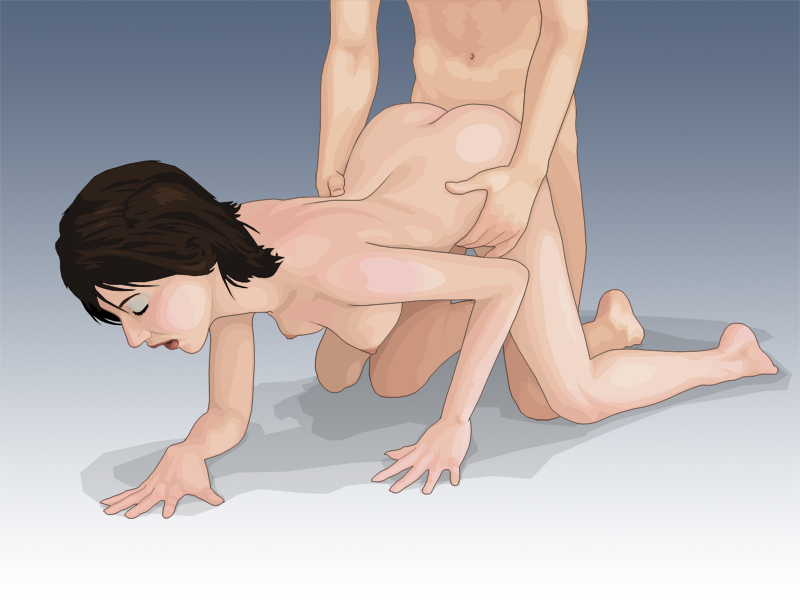
Колінно-ліктьова позиція

Пози́ція на колі́нах, навколішки (також колінно-ліктьова позиція, позиція по-собачому; англ. doggy-style, чоловік позаду) — одна з сексуальних позицій. Один партнер(-ка), стоячи навколішки, ззаду стимулює вульву, вагіну, анус або пеніс іншого(-ї), що спирається на коліна, та лікті, притримуючи за талію, стегна, груди або сідниці.

## Історія та етимологія
У стародавньому Римі ця практика була відома як coitus more ferarum, що латиною означає «статевий акт у манері диких звірів». Конкретне походження терміна по-собачому невідоме, але ймовірно є посиланням на початкову позицію, яку приймають собаки під час парування. У Кама Сутрі вона описана як поза корови або з'єднання корови, і згадується в арабському творі Парфумований сад.

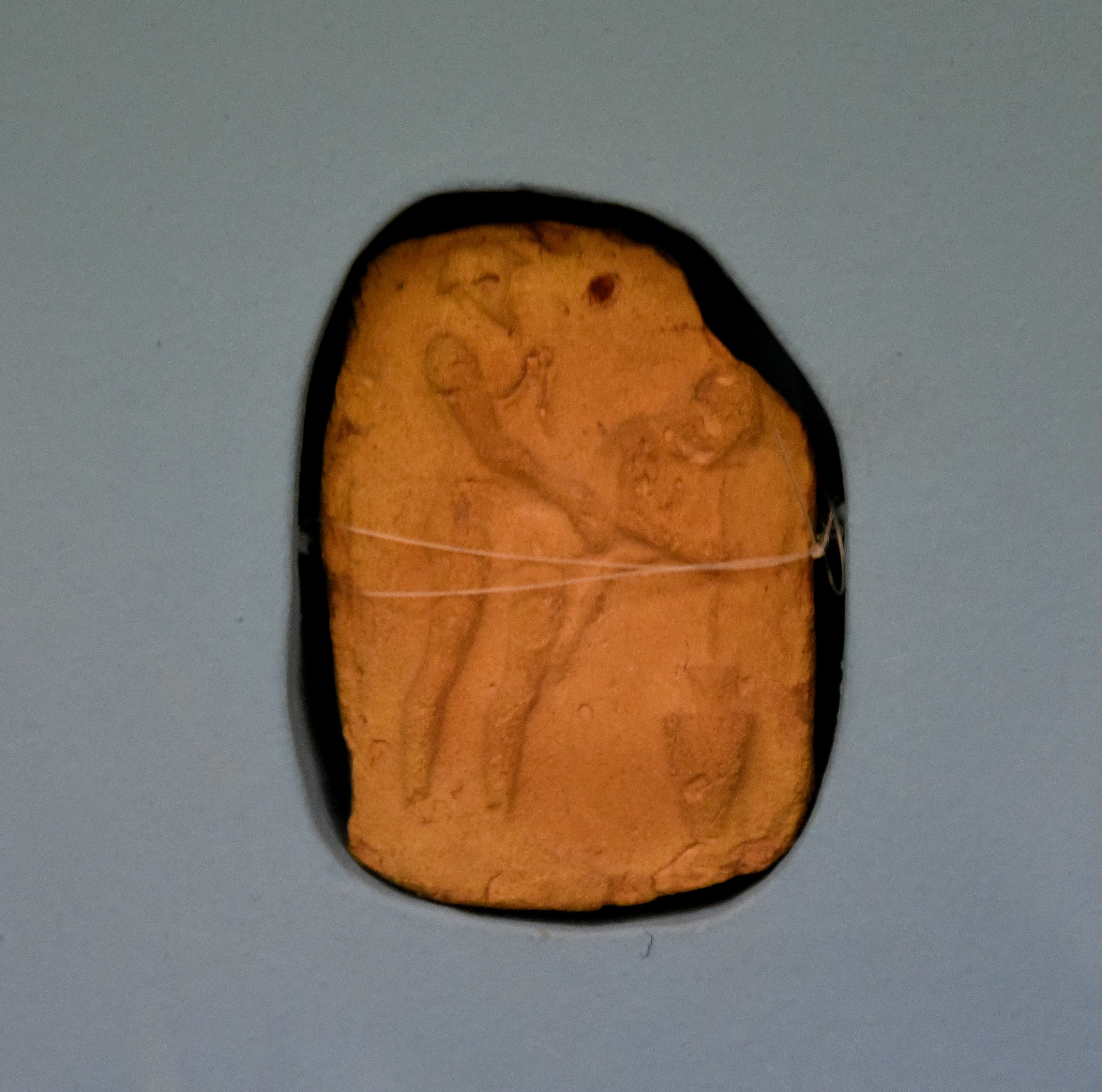
Еротична табличка, що зображує статевий акт між чоловіком і жінкою в позиції «по-собачому». З Іраку, Старовавилонський період, 2000—1500 до н. е. Музей Стародавнього Сходу, Стамбул.

## Практика
Поза, яку приймає партнер, що приймає, нагадує лордозну поведінку — фізичну поставу, що спостерігається у багатьох самок ссавців, часто коли вони готові до спарювання/парування, основною характеристикою якої є вентральне вигинання хребта. Під час вагінального проникнення ззаду пеніс може проникати глибше у піхву, досягаючи переважного контакту з задньою стінкою піхви і ймовірно досягаючи заднього склепіння; тоді як у місіонерській позі він має переважний контакт з передньою стінкою піхви і кінчик пеніса може досягати переднього склепіння.

У цій позиції партнер, що приймає, неявно дає активному партнеру карт-бланш над своїм тілом. Окрім інших потенційних сексуальних дій, активний партнер також може масажувати або стимулювати ерогенні зони партнера, що приймає, такі як геніталії, соски, сідниці, здійснювати шльопання, або вводити секс-іграшку, таку як фалоімітатор або вібратор, у піхву чи анус. Поза «по-собачому» може бути еротичною або сексуально провокативною для учасників.

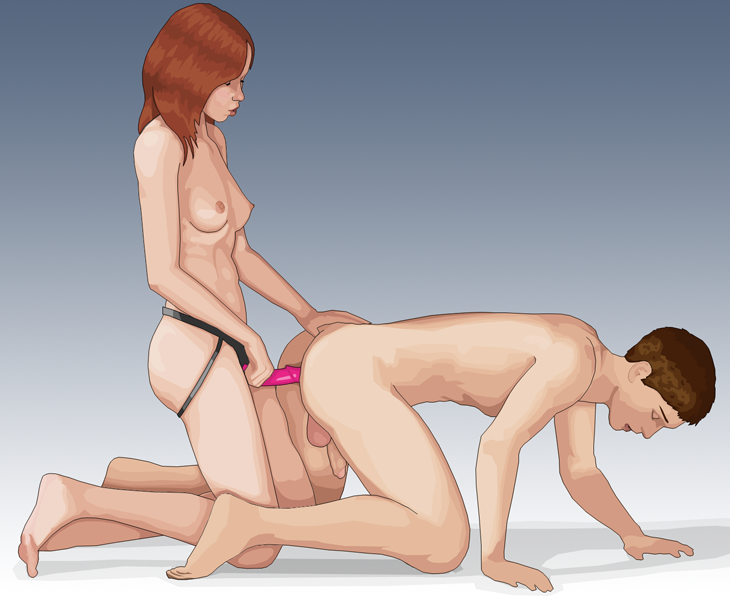
Пегінг в колінно-ліктьовій позиції

### Переваги й недоліки
Позиція дає змогу огляду ззаду, руки залишаються вільними, що дозволяє пестити партнерку або себе. Дуже зручно в цій позі стимулювати рукою голівку клітора або пеніс приймаючого партнера.
Деякими сексологами позиція пропонується як одна з найкращих для стимуляції G-точки клітора, оскільки пеніс більше тисне на передню вагінальну стінку.
Основним недоліком позиції вважається недостатній емоційний контакт через неможливість дивитися в очі, цілуватися в губи тощо.

## Як тема в мистецтві
Поза «по-собачому» була відома в більшості культур у всі часи і була зображена в мистецтві:

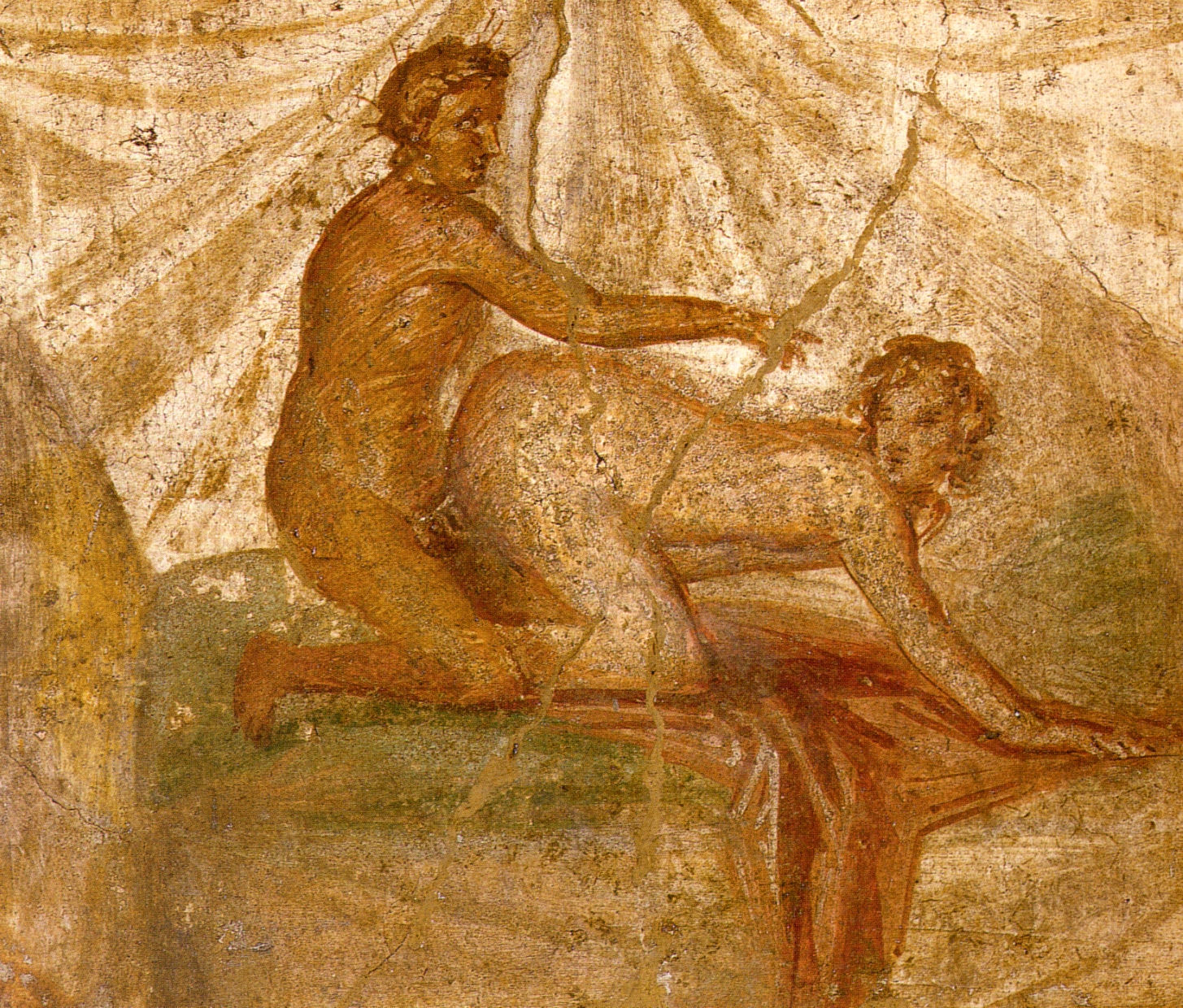
Помпейські стилі
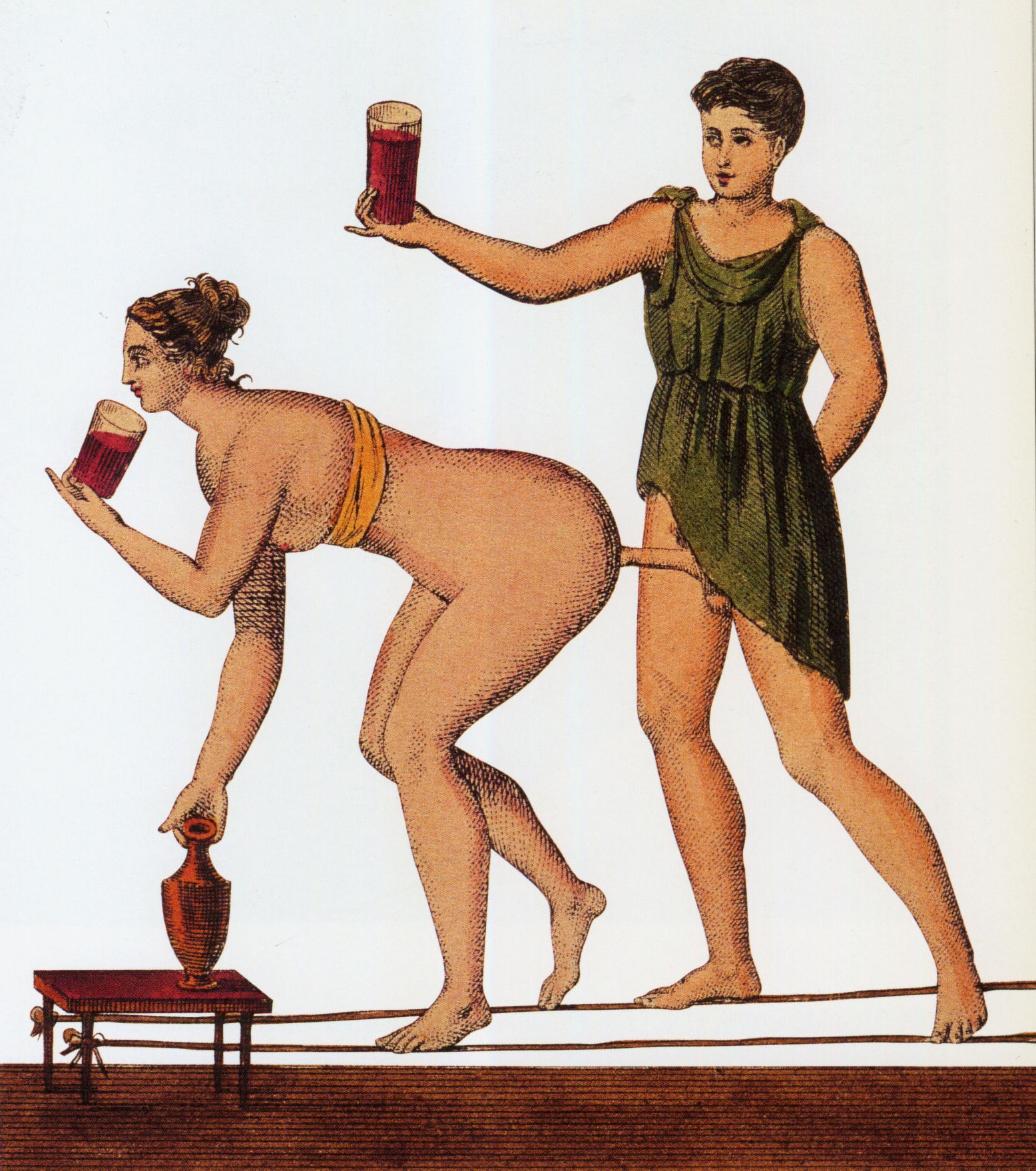
Помпеї — Остерія делла Віа ді Меркуріо
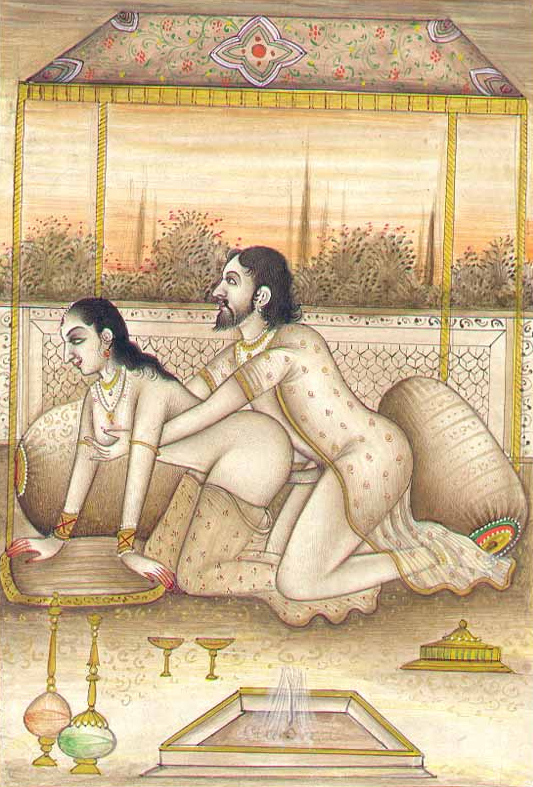
Кама Сутра — Могольська пара у позі «по-собачому»
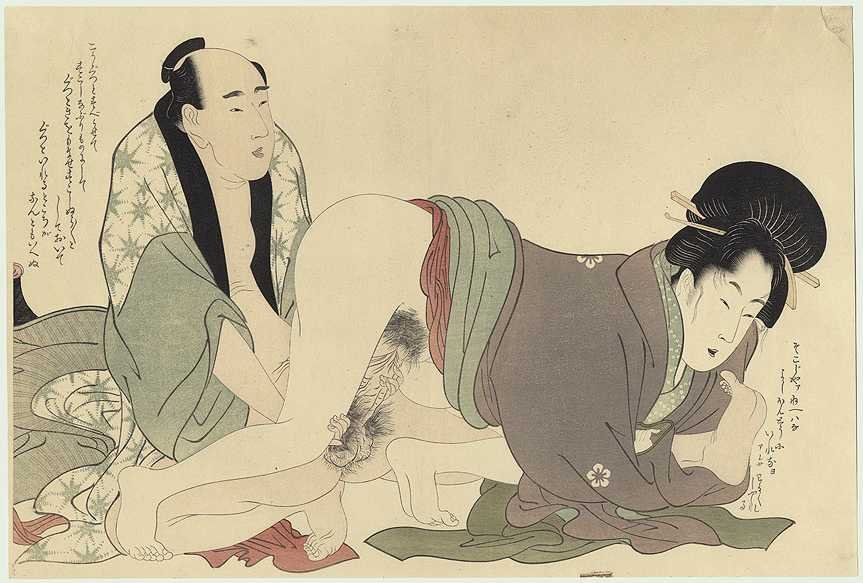
Утамаро, 1799
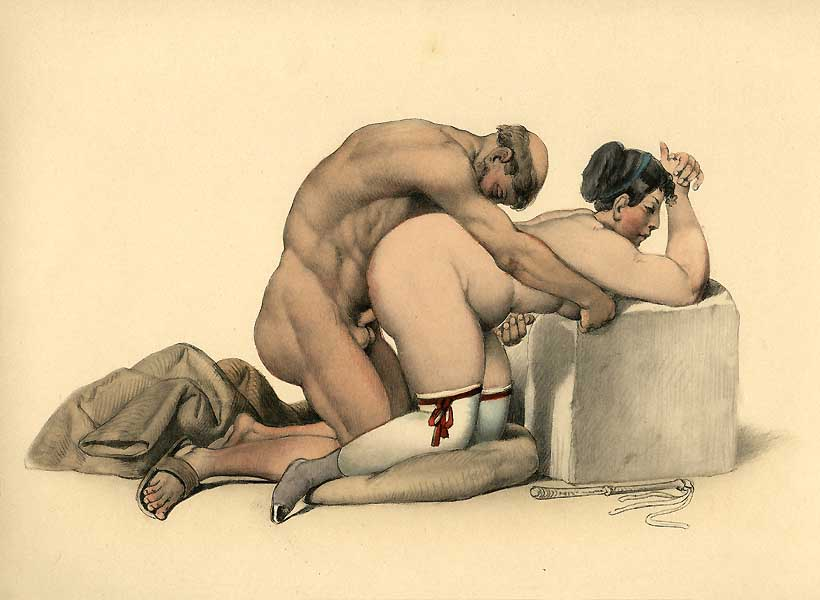
Петер Йоганн Непомук Гайгер
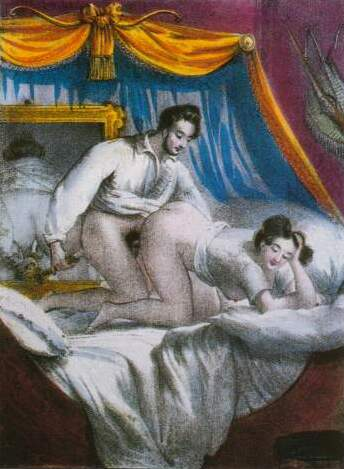
Ашиль Девер'я — пара у позі «по-собачому»
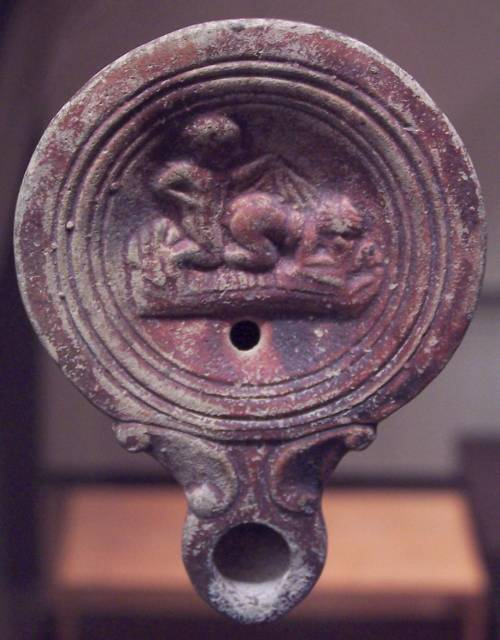
Давньоримська олійна лампа, що зображує позицію «по-собачому»